# Провінція Бін
Провінція Бін (спрощ.: 并州; кит. трад.: 幷州; піньїнь: bīngzhōu, бінчжоу) — історична провінція в Китаї. Одна з дев'яти найстаріших провінцій. Розташовувалася на північ від Центральної рівнини. Займала територію провінцій Хебей та Шаньсі, КНР. Існувала протягом 110 до Р.Х. — 1059 років. Складалася з 9 повітів. Символом провінції була гора Хен, одна з п'яти найвищих гір Китаю.

## Історія

### Династія Хань і раніше
З п'ятого століття до нашої ери Бінчжоу неодноразово відокремлювався від пустелі Ордос серією стін, які утворили Велику Китайську стіну.
У 106 р. до н. е., під час правління династії Західна Хань (206 р. до н. е. – 9 р. н. е.), імператор У розділив імперію Хань на тринадцять адміністративних підрозділів, одним з яких був Бінчжоу. Бінчжоу охоплював більшу частину сучасного Шаньсі та частини Хебею та Внутрішньої Монголії. Під час правління династії Східна Хань (25–220 рр.) столиця Бінчжоу була визначена в повіті Цзіньян (晉陽縣; сучасний район Цзіньюань, Тайюань, Шаньсі), а регіони під його юрисдикцією включали більшу частину сучасного Шаньсі, північний Шеньсі та частині Внутрішньої Монголії. У 213 році Бінчжоу було включено до іншої адміністративної одиниці — Цзічжоу (або провінції Цзи). Ближче до кінця правління династії Східна Хань, під час суперечки про правонаступництво між спадкоємцями воєначальника Юань Шао (пом. 202), Бінчжоу зрештою потрапив під контроль суперника Юаня, Цао Цао (155–220). Племінник Юань Шао Гао Ган здався Цао в 203 році, повстав у 205 році, але був переможений і вбитий Цао в 206 році, і провінція Бін була остаточно анексована. Цао Цао перевів пастухів сюнну в Бінчжоу та прилеглу пустелю Ордос. До 280-х років там проживало приблизно 400 000 сюнну, які пізніше заснували держави Хань Чжао (304-319) і Later Zhao (319-351).

### Період трьох царств
Бінчжоу було відновлено в 220 році за режиму Цао Вей під час періоду Трьох Королівств (220-280), але територія під його контролем була зменшена порівняно з часами династії Східна Хань.

### Період Шістнадцяти королівств
У 396 році під час періоду Шістнадцяти Королівств (304-439) столиця Бінчжоу була в окрузі Пубань (蒲坂縣; на південний захід від сучасного Юнцзі, Шаньсі), а території, які вона охоплювала, були в основному в сучасному південно-західному Шаньсі. Бінчжоу було скасовано в 399 році.